# Новый Изборск
Но́вый Избо́рск (в 1920—1945 годах — Новая И́рбоска; эст. Uus-Irboska) — деревня в Печорском районе Псковской области России. 
Административный центр Новоизборской волости.

## Общая информация
Между Новым Изборском и речкой Обдех расположен лесной массив.
Возле села находится погост (сельское кладбище) Сенно.
До 2009 года в Новом Изборске функционировало профессиональное училище-интернат для инвалидов.
В селе действует средняя школа, в которой в 2007/2008 учебном году обучались 213 учеников.

## Население
| 2001 | 2002  | 2008  | 2010  | 2021  |
| ---- | ----- | ----- | ----- | ----- |
| 1726 | ↘1420 | ↘1193 | ↗1332 | ↘1049 |

Численность населения села на конец 2000 года составила 1726 жителей, на 2008 год — 1193 человека.

## История
Новый Изборск возник в XIX веке как станция строившейся тогда Псково-Рижской железной дороги.
В 1920 году в соответствии с условиями Тартуского мирного договора вместе с другими населёнными пунктами современного Печорского района Новый Изборск (эст. Uus-Irboska) был передан Эстонии и вошёл в состав уезда Петсеримаа. В 1937 году в Новом Изборске была построена 6-летняя школа.
После присоединения Эстонии к СССР в 1940 году Новый Изборск оставался в пределах административных границ Эстонской ССР. В июле 1941 года населённый пункт был оккупирован Нацистской Германией и административно подчинялся Рейхскомиссариату Остланд. Новый Изборск был освобождён от немецко-фашистских захватчиков в августе 1944 года войсками 291-й стрелковой дивизии 116-го стрелкового корпуса 67-й армии 3-го Прибалтийского фронта в ходе Тартуской операции.
Указом Президиума Верховного Совета СССР от 23 августа 1944 года Новый Изборск вместе с другими населёнными пунктами современного Печорского района был выделен из территории Эстонской ССР и передан в состав РСФСР (включён в состав Псковской области). Указом Президиума Верховного Совета РСФСР от 16 января 1945 года в составе Псковской области был образован Печорский район, куда вошёл и Новый Изборск. Этим же Указом ему был присвоен статус города районного подчинения. Однако спустя 11 лет численность населения и структура экономики Нового Изборска были признаны не соответствующими критериям городского поселения, и Указом Президиума Верховного Совета РСФСР от 30 ноября 1956 года город был «разжалован» в сельский населённый пункт.

## Экономика и транспорт
Около села находится железнодорожная станция Новоизборск, носившая с 1920-х до начала 1970-х годов эстонское название Ирбоска.
На автостанции Нового Изборска останавливаются автобусы, регулярно курсирующие по маршруту Псков — Печоры.
На территории села расположена нефтебаза «Новый Изборск» Псковского филиала компании «Лукойл-Северо-Западнефтепродукт» (дочерняя организация нефтяной компании «Лукойл»).
С 1960 года работает Новоизборский завод нерудных материалов.
В селе расположен офис Сбербанка и действует отделение связи.

## Примечания

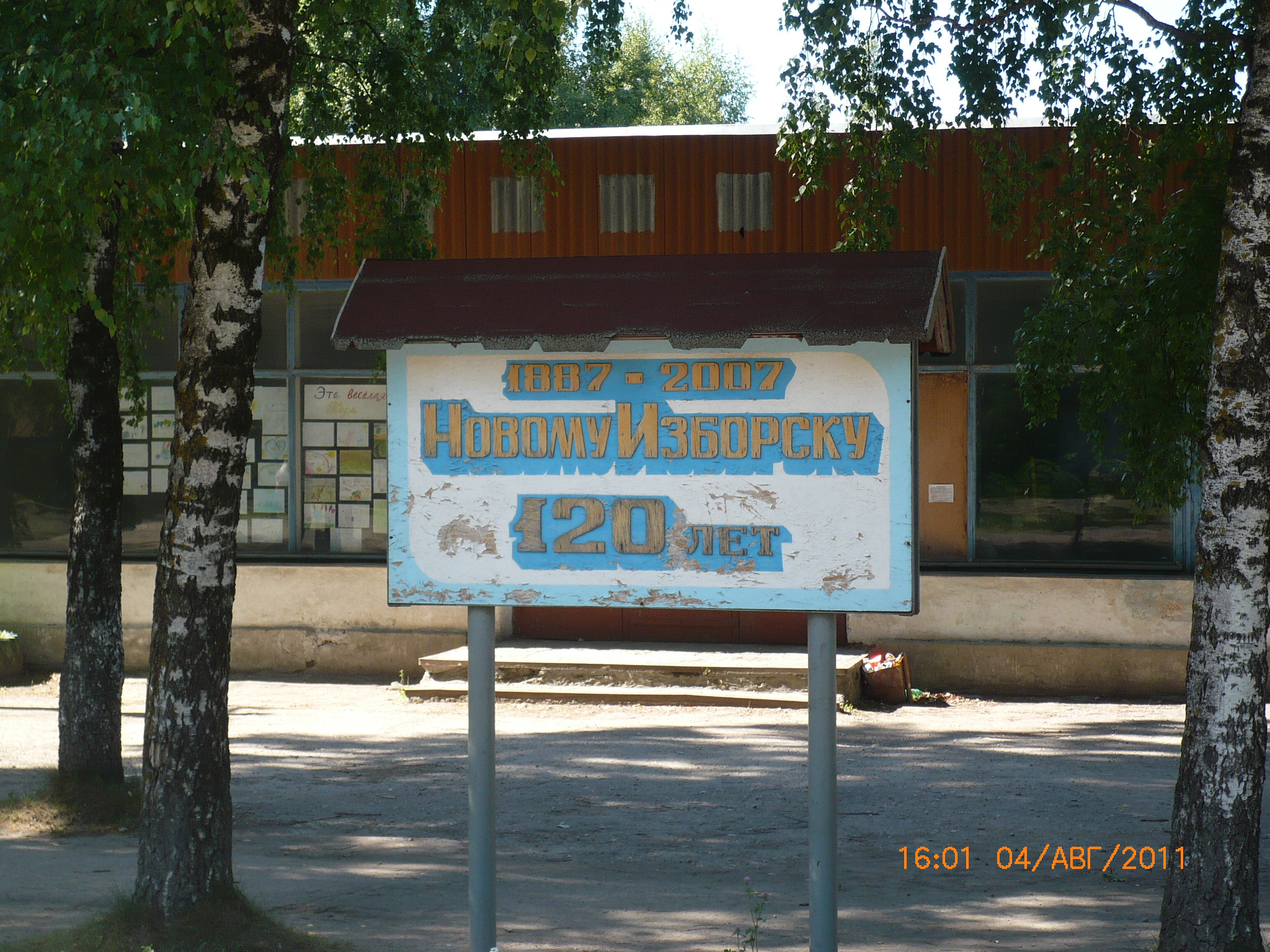
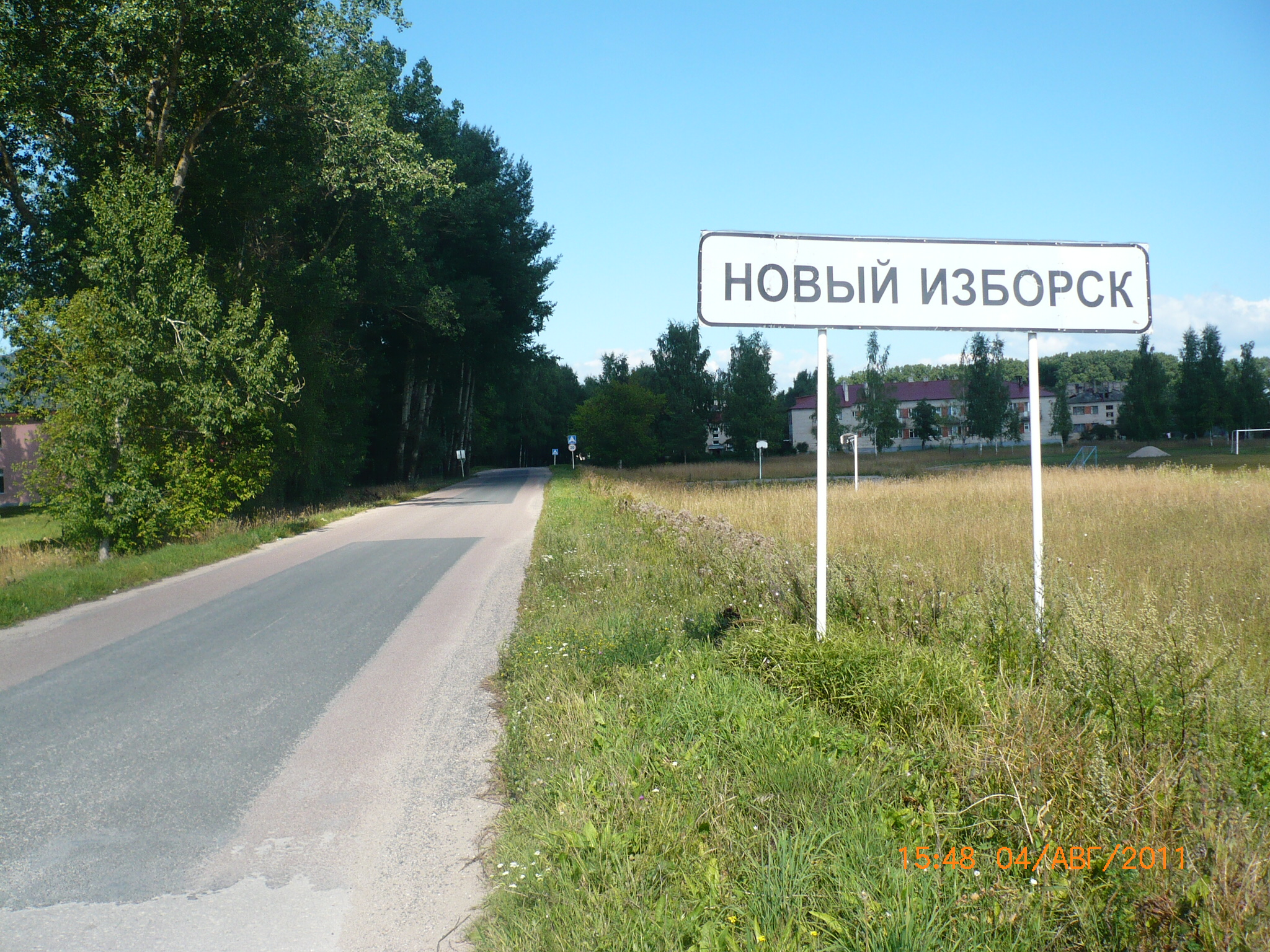
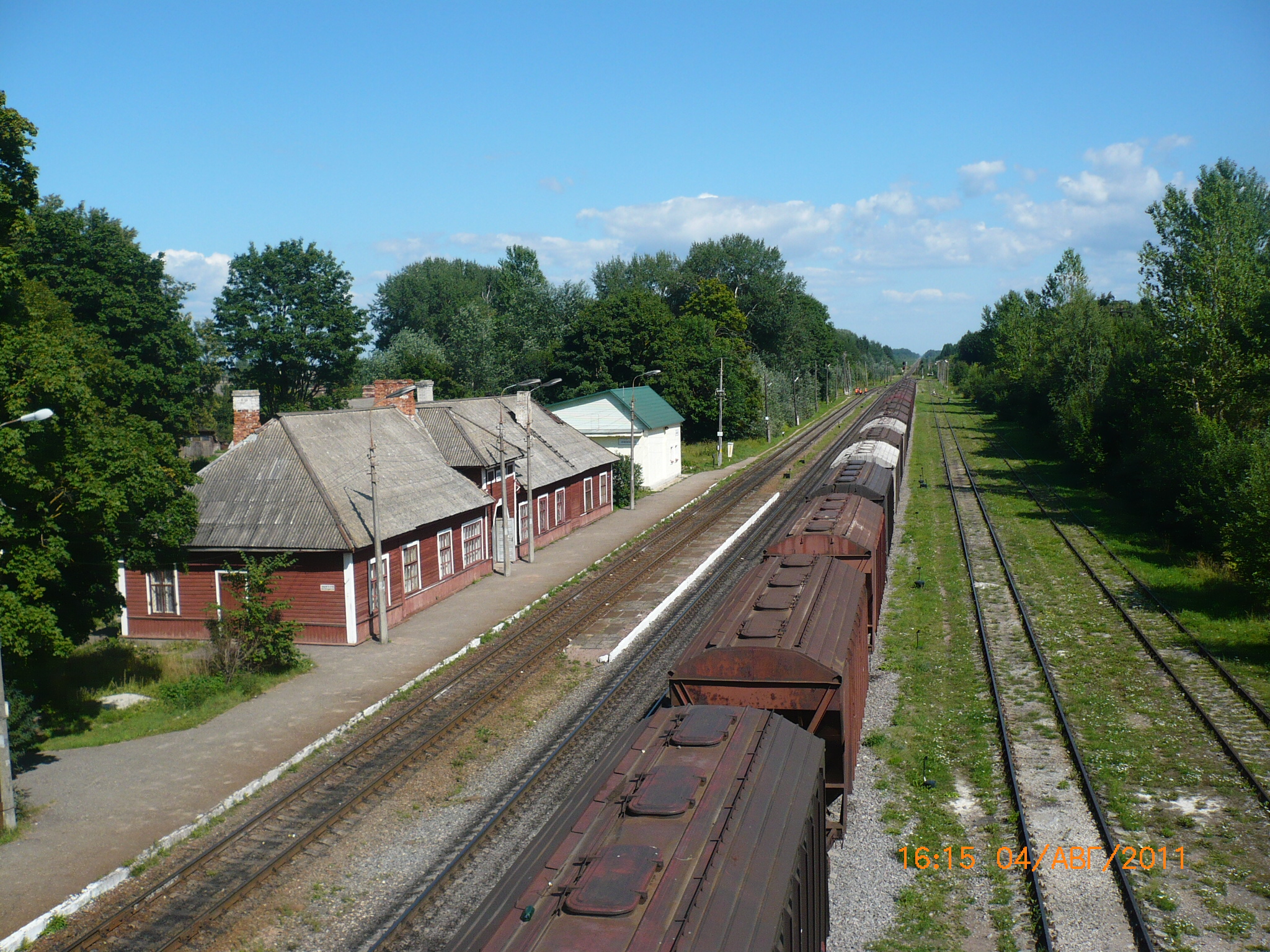